# Niya
Niya (en uigur: نىيە, romanizado: Niyă, en chino, 尼雅; pinyin, Níyǎ) también conocida por su nombre chino de Minfeng (en chino, 民丰县; pinyin, Mínfēng xiàn; literalmente, ‘la grandeza del pueblo’) es un condado bajo la administración directa de la Prefectura Jotán en la Región autónoma de Sinkiang, República Popular China. Su área es de 56 702 km² y su población total para 2010 superó los 33 mil habitantes.

## Administración
Desde octubre de 2022, el condado Karakax se divide en 7 pueblos que se administran en 1 poblado y 6 villas.

## Toponimia
El antiguo nombre de Niya era Nina. La palabra parece estar relacionada con la palabra griega nímma (νίμμα), que significa "agua pura". Durante la dinastía Han, la ciudad era conocida como Jingjue. Los caracteres chinos de esta palabra significan "puro" o "limpio", lo que implica una relación entre los dos nombres.
En uigur, "Niya" hace referencia a algo muy distante y no se puede rastrear.